# Haus Scheppen

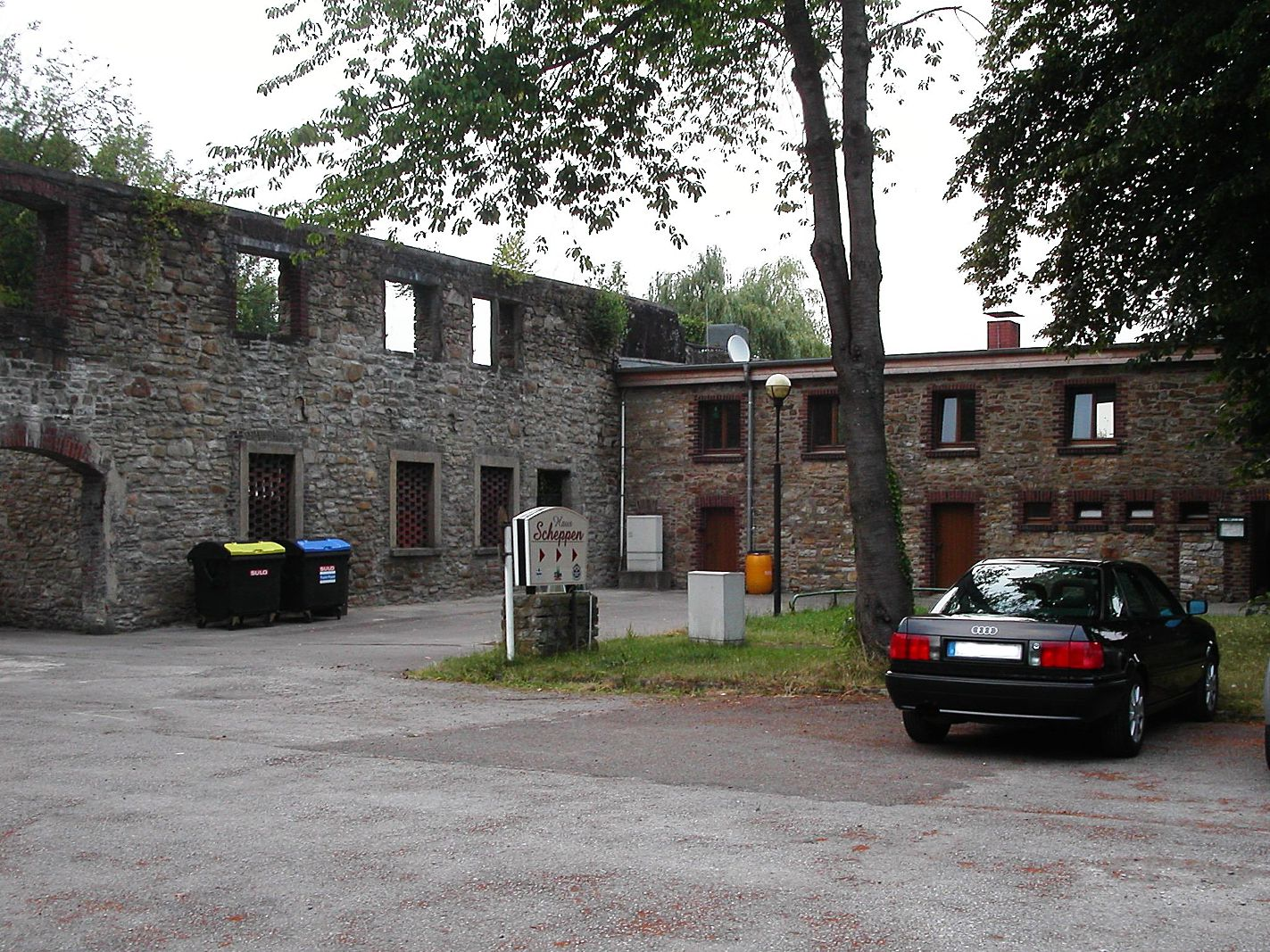
Innenhof mit Eingang zum Restaurant

Das Haus Scheppen ist ein ehemaliger, adliger Lehnshof der Abtei Werden im Essener Stadtteil Fischlaken. Mit bis zu 23 Unterhöfen gehörte der befestigte Hof im Mittelalter zu den größten Werdener Lehnsgütern. Seine Namensgeber waren die Herren von Scheppen, die im 14. Jahrhundert Lehnsnehmer des Hauses waren.
Die Anlage steht am südlichen Ufer des Baldeneysees an der Mündung des Hesperbachs in die Ruhr. Sie befindet sich heute im Besitz der Stadt Essen und ist frei zugänglich. Im Februar 1985 wurde Haus Scheppen in die Essener Liste der Baudenkmäler, 1994 auch in die Liste der Bodendenkmäler aufgenommen.

## Beschreibung
Das einstige Lehnsgut ist heute eine Teilruine mit rechteckigem Grundriss, die allseitig von Wassergräben umgeben ist. Diese werden durch den Baldeneysee gespeist, sind mit Holzstegen versehen und werden als Bootsanleger genutzt.
Von der ehemals geschlossenen Vierflügelanlage aus Ruhrsandstein existieren noch Teile des Nordwest- und des Südostflügels sowie der gastronomisch genutzte Nordostflügel. Die Nordwestfront mit dem rundbogigen Hauptportal wird von den Resten zweier mächtiger, quadratischer Ecktürme flankiert, von denen der westliche noch seine drei Geschosse besitzt, während vom nördlichen Turm nur noch das Erdgeschoss steht. Sämtliche erhaltene Bausubstanz stammt aus dem 17. Jahrhundert. An den westlichen Enden des Nordwest- und des Südostflügels sind die Mauerausbrüche des niedergelegten Südwestflügels sichtbar.

## Geschichte
Haus Scheppen ist seit dem 13. Jahrhundert nachweisbar. 1344 wurde Gillburg von Scheppen als Lehnsnehmer der Anlage urkundlich erwähnt. Die Herren von Scheppen bekleideten das Erbdrostenamt der Abtei Werden und das Erbkämmeramt des Stiftes Essen. Den Herren von Scheppen folgte im 15. Jahrhundert als Lehnsnehmer des Guts der Ritter Kracht Stecke (auch Kracht von Stecks genannt), der schon Besitzer des benachbarten Hauses Baldeney war. Als weitere Aufsitzer folgten im 18. Jahrhundert die Freiherren von Bottlenberg gen. Schirp und die freiherrliche Familie von Ritz.
1930 diente Haus Scheppen als Unterkunft für Bergleute der nahe gelegenen Zeche Pörtingsiepen und wurde 1935 bei der Aufstauung des Baldeneysees mit einem Wassergraben umgeben.
Während des Zweiten Weltkriegs wurde der südwestliche Flügel der Anlage 1944 bei einem Luftangriff durch Bombentreffer schwer beschädigt. Sämtliche Dächer des Hauses brannten bei dem daraus resultierenden Feuer ab. Der zerstörte Flügel wurde anschließend niedergelegt.
Seit den 1960er Jahren sucht die Stadt Essen nach einem Investor, der bereit ist, Haus Scheppen wieder aufzubauen und einer sinnvollen Nutzung zuzuführen. Bisher scheiterten jedoch alle Pläne an dem zu erwartenden enorm hohen finanziellen Aufwand, der von städtischer Seite mit etwa 20 Millionen Euro beziffert wird. Als problematisch erweist sich nämlich heute, dass die Anlage seinerzeit mit Wassergräben umgeben wurde, wozu sie architektonisch nicht ausgelegt ist. Durch die ständige Wassereinwirkung ist die historische Bausubstanz mittlerweile sehr marode. Im März 2000 stürzte ein rund 20 Meter langes Stück der etwa sieben Meter hohen Außenfassade des nordwestlichen Flügels ein. Da unter anderem auch der nördlliche Eckturm akut einsturzgefährdet war, musste dieser anschließend bis zur Höhe des Erdgeschosses abgetragen werden.
Im Rahmen der IGA 2027 soll das Baldeneyseeufer zeitgemäß weiterentwickelt werden. Im Fokus stehen dabei das „Haus Scheppen“ mit einer Umfeldaufwertung, dafür wird der Anleger der Weissen Flotte umgebaut und die Parkplätze teilweise zu Grünflächen umgewandelt. Zudem soll der umweltfreundliche Verkehr gestärkt werden.

## Heutige Nutzung
Im wieder hergerichteten Nordostflügel ist ein Restaurant beheimatet, während die Wassergräben als Bootsanleger genutzt werden. Die Schiffe der Weissen Flotte Baldeney haben bei Haus Scheppen eine Anlegestelle und in der Nähe befindet sich die Endstation der historischen Hespertalbahn, die vom Alten Bahnhof Kupferdreh kommt.
In der Nähe der Gebäude ist oft eine Kolonie von Kanadagänsen zu beobachten, und direkt vor der Anlage liegt ein Parkplatz, der saisonal als überregional bekannter Motorrad-Treff genutzt wird.